# Ragna Sigurðardóttir
Ragna Sigurðardóttir (Reykjavik, 10 augustus 1962) is een IJslandse schrijver en kunstenaar. Na haar opleiding aan de kunstacademie woonde en werkte ze in een tijd lang in Denemarken en Nederland. In 1987 debuteerde ze met Stefnumót, een verzameling van korte verhalen en gedichten, in 1989 gevolgd door Fallegri en flugeldar, 27 herbergi (ook in het Engels uitgegeven als "27 rooms", 1991) en de romans Borg (1993), Skot en Strengir.
- Bibliothèque nationale de France: cb14602804t (data)
- Gemeinsame Normdatei: 140390049
- International Standard Name Identifier: 0000 0000 7844 6249
- Library of Congress Control Number: no95009515
- Nederlandse Thesaurus van Auteursnamen: 370328930
- RKD-Nederlands Instituut voor Kunstgeschiedenis: 220488
- Virtual International Authority File: 56860713
- WorldCat: E39PBJfh6t9CPTgHxTHMt9mKh3